# Titularbistum Novi
Novi ist ein Titularbistum der  römisch-katholischen Kirche.
Es geht zurück auf einen untergegangenen Bischofssitz in Dalmatien (heute Süd-Kroatien).
| Titularbischöfe von Novi |                                                          |                                                                                       |                   |                   |
| Nr.                      | Name                                                     | Amt                                                                                   | von               | bis               |
| 1                        | Zigmund Suppan                                           | emeritierter Bischof von Banská Bystrica / Kanoniker in Esztergom (Österreich-Ungarn) | 16. Juli 1871     | 17. Juli 1881     |
| 2                        | Abel Costas Montaño                                      | Weihbischof in Cochabamba (Brasilien)                                                 | 11. November 1968 | 11. Dezember 1974 |
| 3                        | Alfred Gonti Pius Datubara OFMCap                        | Weihbischof in Medan (Indonesien)                                                     | 5. April 1975     | 24. Mai 1976      |
| 4                        | Juan Ignacio Larrea Holguín                              | Militärbischof von Ecuador                                                            | 5. August 1983    | 25. März 1988     |
| 5                        | Jan Lebeda                                               | Weihbischof in Prag (Tschechoslowakei)                                                | 19. Mai 1988      | 5. November 1991  |
| 6                        | Ernesto Maria Fiore Titularerzbischof pro illa vice      | Kurienerzbischof                                                                      | 16. Dezember 1991 | 30. Oktober 2001  |
| 7                        | Odilo Pedro Scherer                                      | Weihbischof in São Paulo (Brasilien)                                                  | 28. November 2001 | 21. März 2007     |
| 8                        | Carmelo Cuttitta                                         | Weihbischof in Palermo (Italien)                                                      | 28. Mai 2007      | 7. Oktober 2015   |
| 9                        | Paul Fitzpatrick Russell Titularerzbischof pro illa vice | Apostolischer Nuntius Weihbischof in Detroit (USA)                                    | 19. März 2016     |                   |